# Conseil exécutif de Martinique
Le conseil exécutif de Martinique est l'organe exécutif de la Collectivité territoriale de Martinique.
Le conseil exécutif est composé d'un président et de huit conseillers élus par l'Assemblée de Martinique et responsables devant elle.
Le premier conseil exécutif de Martinique est constitué le 18 décembre 2015, après les élections territoriales de 2015.

## Élection
L'Assemblée de Martinique procède à l'élection du conseil exécutif sitôt après l'élection du président et des vice-présidents de l'assemblée.
Le conseil exécutif est élu pour la durée du mandat des conseillers à l'assemblée de Martinique au scrutin de liste majoritaire : à la majorité absolue des membres de l'assemblée aux deux premiers tours, à la majorité relative au troisième tour. Le président du conseil exécutif est la personne figurant en premier sur la liste élue. Le mandat de conseiller exécutif est incompatible avec le mandat de membre de l'assemblée de Martinique.
En cas de vacance d'un conseiller exécutif, son poste est pourvu par l'assemblée. En cas de vacance du président du conseil exécutif, un nouveau conseil exécutif doit être élu par l'assemblée.
L'assemblée de Martinique peut adopter une motion de défiance à l'encontre du conseil exécutif. Celle-ci doit être signée par au moins un tiers des membres de l'assemblée de Martinique et doit indiquer la liste des membres du conseil exécutif appelés à remplacer le conseil exécutif contre lequel la motion est déposée. Une motion de défiance ne peut être adoptée qu'à la majorité des trois cinquièmes des membres de l'assemblée : si elle est adoptée, les fonctions des membres du conseil exécutif cessent de plein droit et les candidats aux fonctions de président du conseil exécutif et de conseiller exécutif qui figurent sur la motion sont déclarés élus et entrent immédiatement en fonction.

## Compétences
Le conseil exécutif dirige l'action de la collectivité territoriale de Martinique. Ses membres ont accès aux débats de l'assemblée de Martinique et « ils sont entendus sur leur demande sur les questions inscrites à l'ordre du jour ».
Le président du conseil exécutif :
- prépare et exécute les délibérations de l'assemblée de Martinique ;
- est l'ordonnateur des dépenses et prescrit l'exécution des recettes de la collectivité territoriale ;
- est chargé de l'administration mais peut déléguer une partie de ces fonctions aux conseillers exécutifs ;
- est le chef des services de la collectivité territoriale ;
- gère le domaine de la collectivité et exerce les pouvoirs de police afférents ;
- intente les actions en justice au nom de la collectivité territoriale en vertu de la décision de l'assemblée.

Chaque année, le président du conseil exécutif rend compte à l'assemblée de Martinique de la situation de la collectivité territoriale.

## Composition du Conseil exécutif

### Composition de 2015 à 2021
| Titre       | Nom                 | Parti | Parti  | Délégation                                                                                         |
| ----------- | ------------------- | ----- | ------ | -------------------------------------------------------------------------------------------------- |
| Président   | Alfred Marie-Jeanne |       | MIM    | Relations internationales, coopération et affaires européennes                                     |
| Conseiller  | Francis Carole      |       | Palima | Affaires sociales, santé et solidarités                                                            |
| Conseiller  | Louis Boutrin       |       | MÉ     | Environnement, énergie, agriculture, pêche, plaisance, transports et sports                        |
| Conseiller  | Miguel Laventure    |       | FMP    | Affaires financières et budgétaires, fiscalité, fonds européens et tourisme                        |
| Conseillère | Marinette Torpille  |       | DVD    | Développement économique, emploi et aides aux entreprises                                          |
| Conseillère | Sylvia Saithsootane |       | FMP    | Éducation, lycées et collèges                                                                      |
| Conseillère | Aurélie Nella       |       | Péyi-A | Enseignement supérieur, recherches et affaires juridiques                                          |
| Conseiller  | Daniel Marie-Sainte |       | MIM    | Infrastructures, réseaux numériques et formation professionnelle. Porte-parole du conseil exécutif |
| Conseillère | Marie-Hélène Léotin |       | EXG    | Culture et patrimoine                                                                              |

### Composition depuis 2021
| Titre       | Nom                                                                       | Parti | Parti | Délégation                                                                         |
| ----------- | ------------------------------------------------------------------------- | ----- | ----- | ---------------------------------------------------------------------------------- |
| Président   | Serge Letchimy                                                            |       | PPM   | Coopération internationale, Grands travaux.                                        |
| Conseillère | Bénédicte Di Géronimo                                                     |       | PPM   | Fonds européens, Tourisme, porte parole du Conseil Exécutif.                       |
| Conseiller  | David Zobda (démission le 17/02/2025) Fernand Odonnat (dès le 13/03/2025) |       | BPM   | Aménagement, Développement durable, Transports, Transition énergétique.            |
| Conseiller  | Nicaise Monrose                                                           |       | DVG   | Alimentation, Attractivité et Développement économique, Participation citoyenne.   |
| Conseillère | Audrey Thaly-Bardol                                                       |       | DVG   | Solidarités, Jeunesse et Démographie, Santé.                                       |
| Conseillère | Marie-Thérèse Casimirius                                                  |       | PPM   | Culture et langue Créole, Arts et Patrimoine, Education, Formation Professionnelle |
| Conseiller  | Arnaud René-Corail                                                        |       | DVG   | Finances, Affaires budgétaires, Marchés publics.                                   |
| Conseillère | Séverine Termon                                                           |       | DVG   | Affaires juridiques, relation avec le Personnel                                    |
| Conseiller  | Félix Mérine                                                              |       | DVG   | Economie bleue et maritime, Pêche, Sports                                          |